# Панько Семен Іванович
Семен Іванович Панько — український поет, прозаїк, перекладач, публіцист.

## Біографія

### Дитинство на Закарпатті
Семен Іванович Панько народився 12 лютого 1920 року в селі Чопівці (нині Мукачівського району Закарпатської області) в сім'ї незаможного селянина. У листі до матері Семен Іванович писав: «Усім, що в мене є хороше, людяне, добре, я зобов'язаний Вам. Ви зберегли те, що іншим не вдалося».
Панько рано пізнав тяжку працю на клаптику неродючого ґрунту. Наймитував у сільських багатіїв за харчі та помешкання, аби вчитися у школі, поневірявся по глухих закутках Угорщини. Гірка доля раннього дитинства позначилася на майбутній творчості митця, про якого український письменних Дмитро Бедзик писав: «Автор вийшов з народної гущі, він знав сподівання і мрії народу, бо й сам немало скуштував з того, про що так широко пише в своїх творах…».
Спершу вчився у початковій школі в рідному селі. Тут відкрилися йому не тільки знання, а й основи народного «морального кодексу», у якому основними пунктами є любов до праці, повага до хліба, до старших. Потім, незважаючи на матеріальні труднощі, вчився в Мукачівській гімназії. Ознайомився з творами російської та української літератури. Це позитивно вплинуло на розширення світогляду, інтернаціональних поглядів і водночас загального культурно-освітнього рівня поета-початківця. Він був свідком масових демонстрацій трудящих Мукачівщини, які вставали на боротьбу проти капіталістичного гніту, фашизму і загрози нової війни.

### Юність в Угорщині
Закінчивши 1939 року гімназію, юнак тривалий час не міг знайти роботу, бо влада Угорщини всіляко переслідували освічених вихідців із простого люду, особливо літераторів, що залишилися вірними своїй мові та інтересам знедолених трудівників.
Улітку 1940 року для штучної асиміляції, як і багатьох інших закарпатців, Панька відправили углиб Угорщини, у місто Веспрем. Там він одержав призначення на роботу помічником млинарського ревізора, а відтак дрібного поштового службовця. Ця робота була для нього нудною і виснажливою. Про це поет сказав у вірші «В моей тюрьме»:
Не работа здесь, а мука.
Надоело это мне…
Працюючи згодом на пошті у Будапешті, вчився також на курсах працівників зв'язку. У вільний від роботи час відвідував заняття в Будапештському університеті на відділені слов'янської філології. У цей час він зустрічався і дружив із Дмитром Вакаровим, К.Галасом, С.Проданом, С.Сочкою та іншими юними літераторами-закарпатцями, які навчалися в угорській столиці.
Про цей період життя Панько у нарисі про поета-антифашиста Дмитра Вакарова «Товариш Діма» зазначає, ще «в аудиторіях так званого слов'янського семінару, поруч з угорцями, сиділи юнаки й дівчата — представники мало не всіх слов'янських народів: поляки, словаки, хорвати, серби, словенці й закарпатські українці».
У вільний від лекцій час Панько, як і інші студенти, відвідував читальний зал бібліотеки при словенському відділенні. Тут не тільки готувався до занять, працював над науковою літературою, а й нерідко брав участь у дискусіях. У таких дискусіях, читання художньої літератури розвивалися літературні інтереси майбутнього письменника.
У Будапешті Панько винаймав кімнату. Щоб платити за неї, ночами сортував на пошті листи. У його кімнаті часто збиралися університетські товариші, в основному серби із Бачки — Петро Вербашкі, Стоян Жаревица, Войін Чонкич, Благое Прадин і земляк із Хустщини Дмитро Вакаров. Студенти-серби розповідали про свою батьківщину, ділилися почутими новинами з фронтів, коментували їх, співали пісні. Дмитро Вакаров читав свої поезії.
Восени 1942 року Панька забрали до військового табору Гаймашкер і наставили біля гармати. Настроєний прогресивно, він не мав наміру воювати за інтереси фашистського режиму, а навпаки, шукав можливості пробратися на схід, до рідного краю. Ця його мрія здійснилася після визволення Закарпаття Радянською армією.

### У радянській Україні

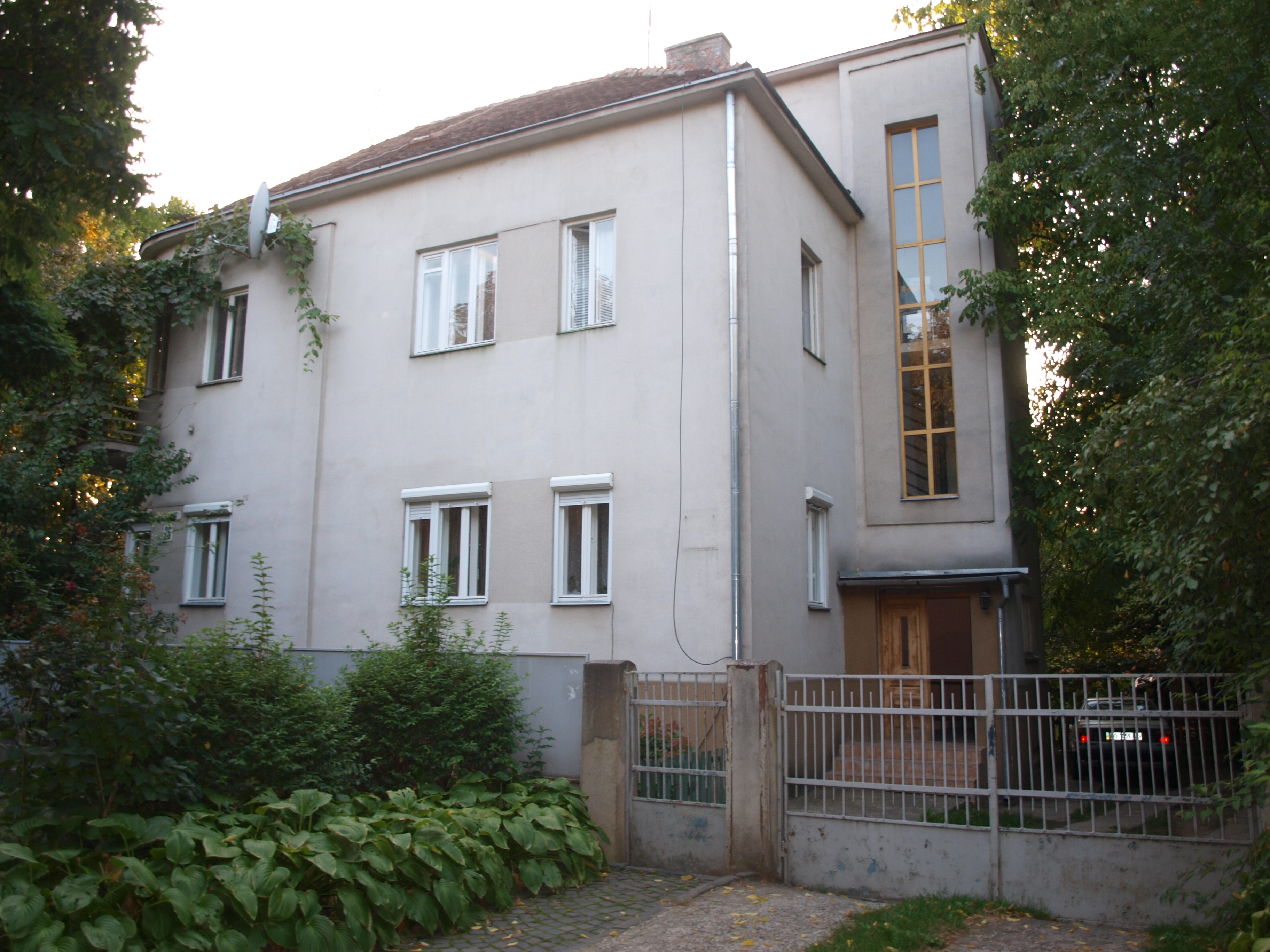
Будинок, у якому жив і працював письменник. Ужгород, вул. Гойди, 26

Панько повернувся додому і приєднався до будівництва нового життя: вчителював, виступав перед земляками, брав активну участь в організації культурно-освітнього життя краю, докладав зусиль до створення першого професійного театру на Закарпатті, працював в обласному управлінні зв'язку. З 1946 року перейшов на журналістську роботу і протягом наступних десяти років присвятив себе літературно-агітаційній роботі в редакціях газет «Закарпатська Україна», «Советское Закарпатье», «Молодь Закарпаття», в обласному книжково-газетному видавництві.
Жадоба до поглиблення знань привела Панька до вищого навчального закладу — Ужгородського державного університету, філологічний факультет якого закінчив 1954 року без відриву від основної редакційної праці.
З 1955 року і до останніх днів життя перебував переважно на творчій роботі. З 1950 року — член Спілки письменників України.
Семен Панько помер 3 липня 1976 року.

## Літературна творчість
Семен Панько був багатогранним літератором. Творчий шлях розпочав одночасно з поезії і прози. Вірші й оповідання публікував із 1937 року.

### Поезія
Панько як поет утвердився уже з першої збірки «Мой путь» (1941), яка побачила світ у часи хортистської окупації Закарпаття. Читач повірив у ліричного герой, який, обравши для себе важкий і небезпечний шлях, добровільно став на захист інтересів знедолених, побачив у ньому частку долі всього закарпатського поневоленого краю.
Першою поетичною книгою Панька радянського періоду була збірка «Школа в горах» (1952), адресована юним читачам. 1977 року побачила світ посмертна збірка «Утренняя мелодия».

### Проза

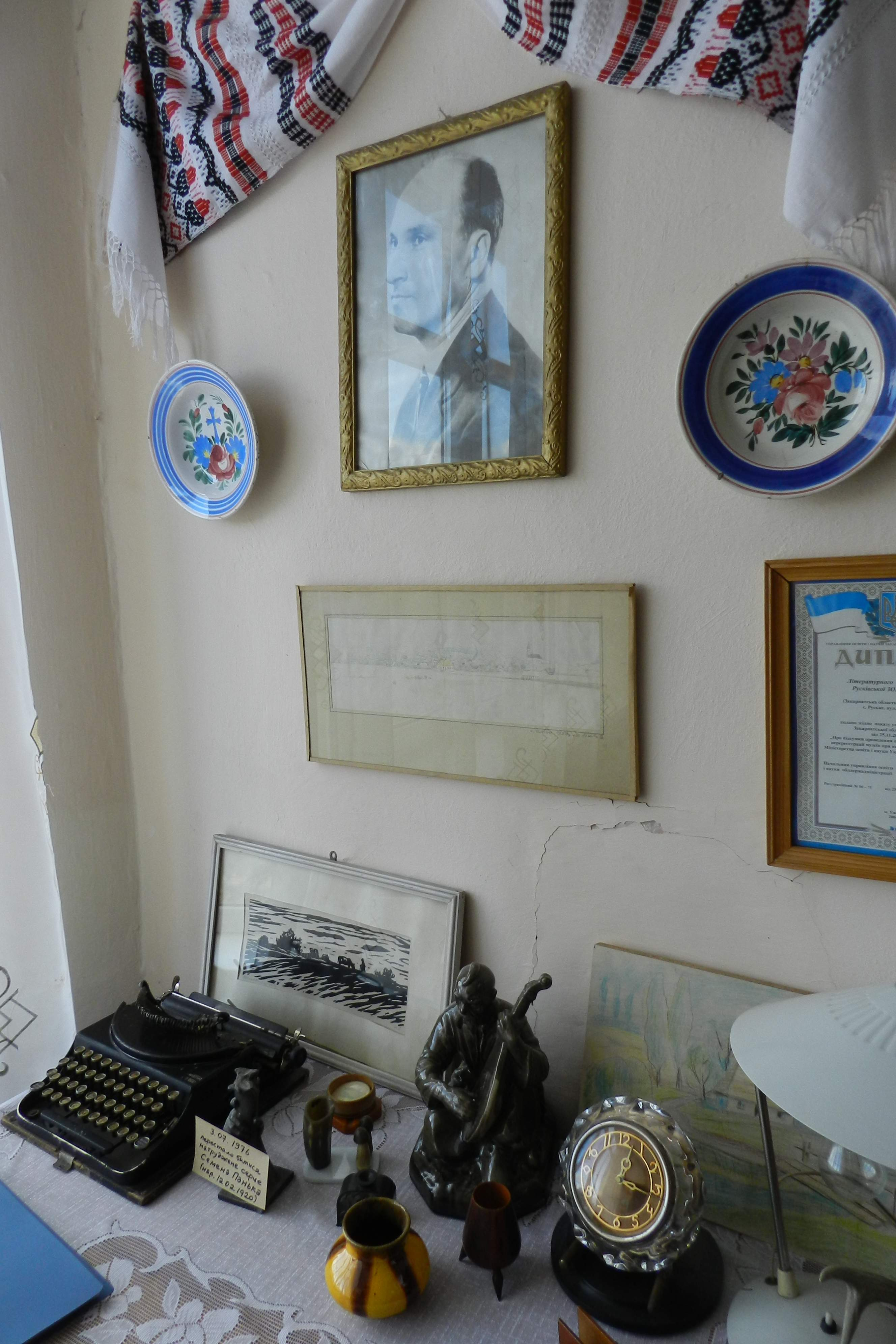
Музей Семена Панька

Відчувши силу відтворити широку епічну картину становлення нової людини, Панько працював над романом про події 1918—1919 років у закарпатському селі. 1962 року роман «Під синіми Бескидами» побачив світ у Закарпатському обласному видавництві.
Панько відомий також як автор казок, які вийшли окремою збіркою «Як Мудрило панів лікував» (1972).
Із документально-мемуарних нарисів «Дороги, друзі…» (1974) Панька читач може довідатися про авторів улюблених творів якомога більше, причому докладно.

### Перекладацька діяльність
Найбільше Панько відомий як перекладач. Виступаючи за єднання прогресивних літератур світу, він, як знавець мов і культур, з ентузіазмом узявся за переклади художніх творів українською мовою. Переклади для письменника стали такою ж органічною потребою, як і оригінальна творчість.
Панько перекладав прозові й поетичні твори з із сербо-хорватської, угорської, чеської та словацької мов. Він також перекладав угорською мовою твори українських і російських письменників.

### Вшанування пам'яті
В селі Руське Мукачівського району Закарпатської області, на базі Руськівської ЗОШ І-ІІ ступенів у 1990 році був відкритий Музей Семена Івановича Панька, як уродженця сусіднього села Чопівці. Музей займає приміщення площею 16 квадратних метрів, фонди музею складають 500 експонатів за інвентарною книгою, зокрема 300 оригінальних матеріалів